# Hedysarum neglectum
Hedysarum neglectum är en ärtväxtart som beskrevs av Carl Friedrich von Ledebour. Hedysarum neglectum ingår i släktet buskväpplingar, och familjen ärtväxter. Inga underarter finns listade i Catalogue of Life.